# Савчук, Анна Антоновна
Анна Антоновна Савчук (1910—1991) — советский работник сельского хозяйства, Герой Социалистического Труда.

## Биография
Родилась 15 мая 1910 года в селе Новоселица Российской империи, ныне Полонского района Хмельницкой области Украины.
С 1948 года Анна Антоновна проживала в селе Тарасово-Меловское Чертковского района Ростовской области. Более 25 лет проработала телятницей в колхозе имени Ленина. За это время выходила и вырастила 2300 телят без единого случая падежа. Ежегодно набирала по 50-60 голов телят (при норме 25-30). С 1957 года среднесуточные привесы её телят составляли в пределах 683 граммов. В 1961 году была удостоена почетного звания «Знатная телятница Дона».
Указом Президиума Верховного Совета СССР от 22 марта 1966 года за достигнутые успехи в развитии животноводства, увеличении производства и заготовок мяса Савчук Анне Антоновне присвоено звание Героя Социалистического Труда с вручением ордена Ленина и золотой медали «Серп и Молот».
Была членом КПСС, стала ветераном труда, в середине 1970-х годов героиня ушла на заслуженный отдых.
Умерла 19 сентября 1991 года.
Её именем названа одна из улиц села Тарасово-Меловское

## Заслуги
- Анна Антоновна Савчук была награждена медалями ВДНХ СССР и юбилейной медалью «За доблестный труд. К 100-летию со дня рождения Владимира Ильича Ленина» (1970).
- В 1966 году награждена знаком «Отличник социалистического соревнования работников сельского хозяйства РСФСР».
- Также была удостоена звания «Заслуженный колхозник РСФСР».[1]